# Norman Urquhart Meldrum
Norman Urquhart Meldrum (* 1907; † 7. Juni 1933 in Cambridge) war ein britischer Biochemiker und Physikochemiker.
Meldrum ging in Aberdeen zur Schule und auf die Edinburgh Academy und studierte ab 1924 an der Universität Edinburgh. Er war ein brillanter Student und erhielt 1928 seinen Bachelor-Abschluss mit Bestnoten und wurde Carnegie Scholar. Er ging auf die Universität Cambridge und wurde dort 1931 promoviert. In dieser Zeit untersuchte er Glutathion.
1932  entdeckte mit Francis John Worsley Roughton unabhängig von den Amerikanern William C. Stadie und Helen O’Brien das für die Regulierung von Kohlendioxid aus dem Blut verantwortliche Enzym  Carboanhydrase. Sie zeigten, dass die Funktion die das Enzym ausführte nicht an Hämoglobin gebunden war, wie man vorher annahm.
Er war ein begeisterter Reiter, der im Sport auch große Risiken einging.